# 土御門隆俊
土御門 隆俊（つちみかど たかとし）は、江戸時代前期の公家。土御門神道の大成者・土御門泰福の父。

## 経歴
寛永3年（1626年）土御門泰重の次子として生まれる。正保4年（1647年）叙爵。図書頭、右兵衛佐を歴任した。土御門家が代々継承してきた陰陽頭の官職は父の代より幸徳井家に取って代わられており、慶安5年（1652年）15歳上の実兄・泰広が、万治4年（1661年）には父が、いずれも陰陽頭に就かないまま没した。自身も終身陰陽頭には就かなかったものの、天和2年（1682年）子の泰福が陰陽頭を回復し、翌年には朝幕双方より諸国陰陽師支配を許されるなど家勢を挽回した。貞享4年（1687年）62歳で卒去。

## 系譜
- 父：土御門泰重
- 母：織田信重の娘
- 妻：細川忍斎の娘
  - 子：土御門泰福[注 1]
- 生母不明の子女
  - 子：太田有道 - 戸田松平氏家臣
  - 子： 栄春 - 東寺住僧[1]